# Плаве
Плаве (словен. Plave, итал. Plava) је насељено место у општини Канал об Сочи, Горишка регија, Словенија.

## Историја
До територијалне реорганизације у Словенији било је у саставу старе општине Нова Горица.

## Становништво
У попису становништва из 2011. године, Плаве је имало 249 становника.
| Број становника према пописима | Број становника према пописима | Број становника према пописима |
| ------------------------------ | ------------------------------ | ------------------------------ |
| 1991                           | 2002                           | 2011                           |
| 371                            | 376                            | 249                            |

Напомена: Године 1952. настала спајањем насеља Плава Десни Брег и Плава Леви Брег која су укинута. Године 2001. извршена је мања размена територија између насеља Дескле и Плаве. Године 2007. умањено за делове насеља која су проглашена за нова самостална насеља Загомила, Загора, Паљево и Прилесје при Плавах.